# Guillaume Dumanoir
Guillaume Dumanoir (ur. 1615 w Paryżu, zm. 1697 tamże) – francuski kompozytor i skrzypek okresu baroku.
Członek cechu muzyków Confrérie de Saint Julien. Należał także do violon ordinaire de la chambre du roi i był mistrzem tańca de la petite écurie du roi. Od 1645 roku występował w orkiestrze Vingt-quatre Violons du Roi, a w 1655 roku objął jej przewodnictwo. Po śmierci Louisa Constantina w 1657 roku objął stanowisko roi et maître des ménétriers.
Za życia wysoko ceniony przez swoich współczesnych, był podziwiany przez króla Ludwika XIV. Otrzymał honorowy tytuł conseiller du roi. Po utworzeniu w 1661 roku Académie Royale de Danse popadł w konflikt z jej członkami i występował w obronie Confrérie de Saint Julien. W 1664 roku opublikował wymierzony w członków akademii pamflet Le mariage de la musique et de la dance.
Z jego dorobku zachowały się nieliczne kompozycje, głównie o charakterze tanecznym.